# ボリス・クストーディエフ

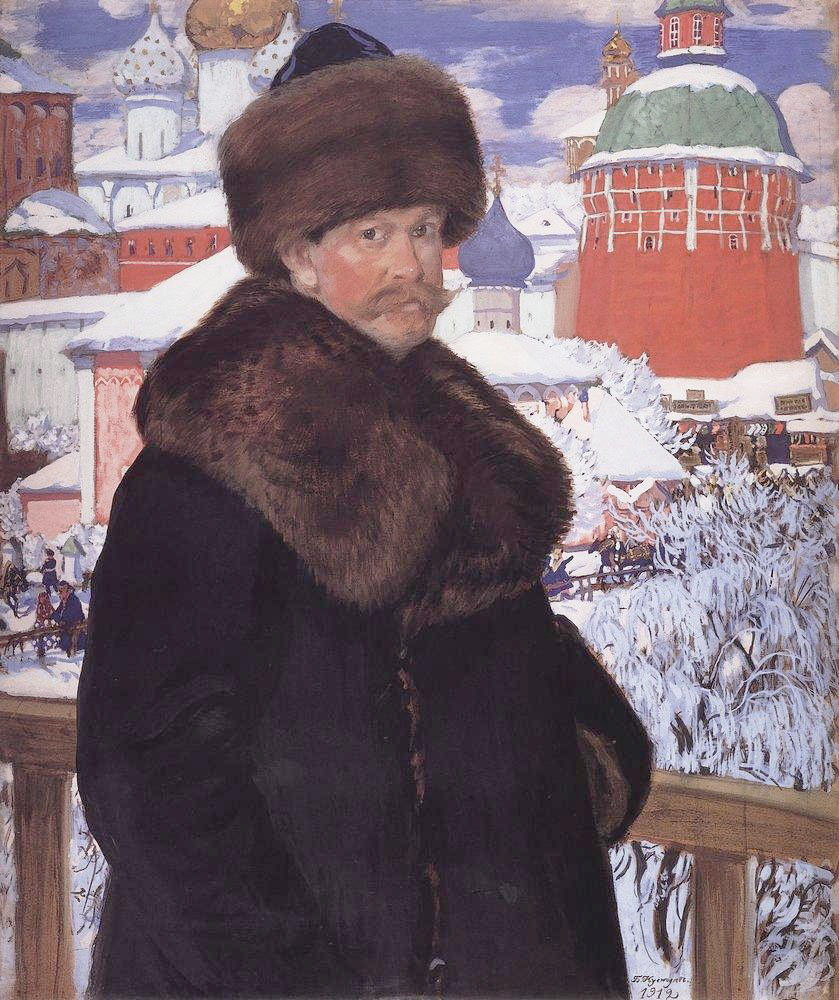
自画像（至聖三者聖セルギイ大修道院の前にて）、1912年作、ウフィツィ美術館所蔵

ボリース・ミハーイロヴィチ・クストーディエフ（ロシア語: Бори́с Миха́йлович Кусто́диев / ラテン字母転写の例：Boris Mikhaylovich Kustodiev, 1878年3月7日（ユリウス暦2月23日） - 1927年5月28日）は、ロシアの画家・舞台美術家。ロシアの画家に珍しく、明るく華やかな色調を多用した風俗画や風景画で知られる。「クストーディエフ」は、「クストジエフ」「クストージエフ」とも表記される。

## 生涯
アストラハンのインテリゲンチャの家庭に生まれる。地元の神学校で哲学・文学史・論理学を教えていた父親が夭折したため、経済的・物質的な負担が母親の両肩にのしかかった。一家は豊かな商人の住居の一室を賃貸し、そこでクストーディエフ少年は、地方の商人階級の生活様式に対する第一印象を育んだ。後にクストーディエフは、「豊かで満ち足りた商人の生活様式のすべての流れが、そこではまさに私の鼻先にあったのだ。（中略）それはまさにオストロフスキーの戯曲から抜け出したようなものだった」と記している。クストーディエフは少年時代の記憶を長年にわたって保ち続け、それを後に油絵や水彩画に再現したのであった。
1893年から1896年までの間、神学校に学ぶかたわら、オストラハンで、パヴェル・ウラソフ門下のワシーリー・ペロフより絵画の個人指導を受ける。その後1896年からペテルブルク帝国美術アカデミーにてイリヤ・レーピンに師事すると同時に、彫刻をディミトリー・ステレツキーに、エッチングをワシーリー・マテに師事した。1896年に初めて展覧会に出展する。

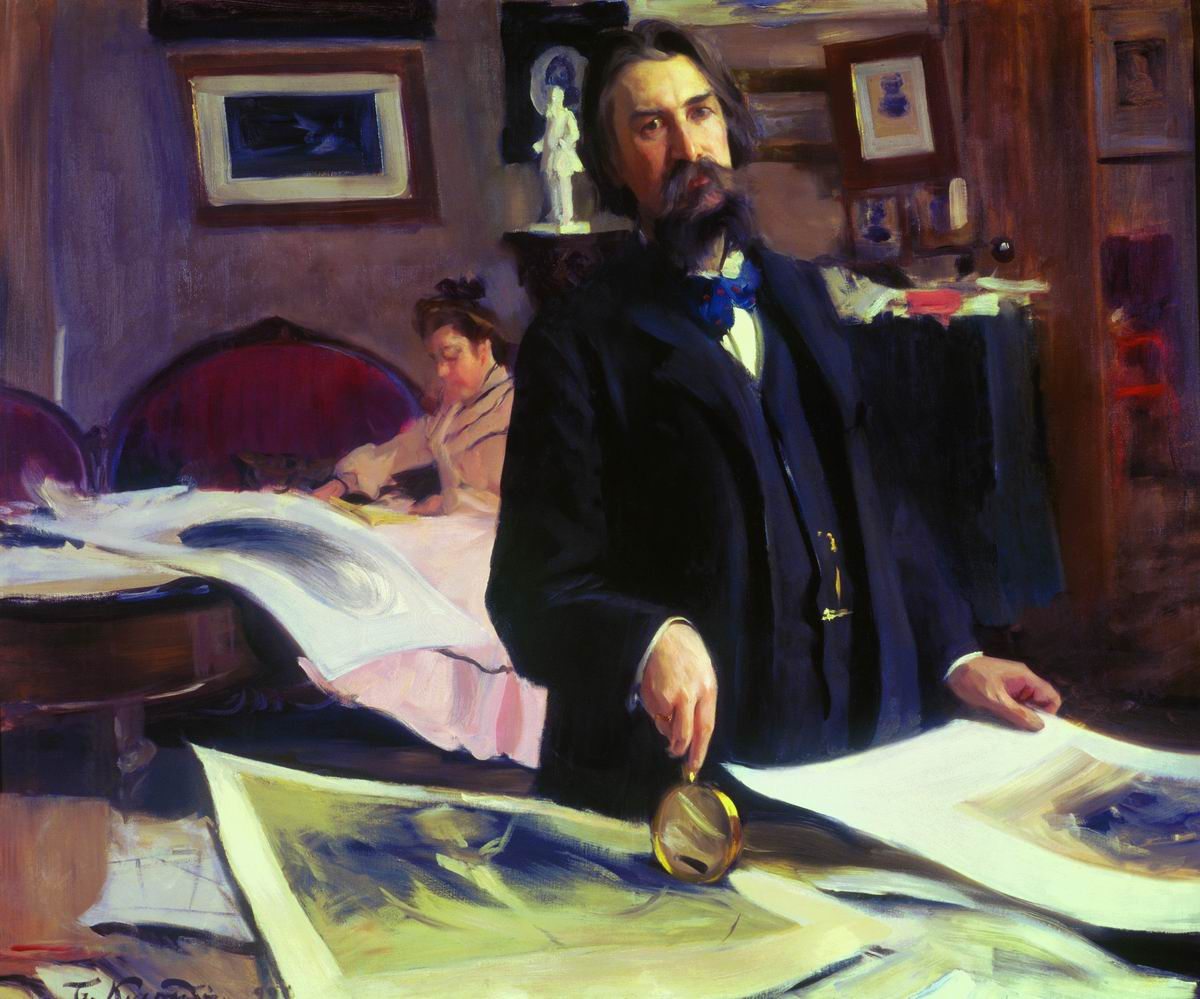
ワシーリー・マテの肖像 （1902年）

レーピンは学生時代のクストーディエフを次のように評価した。「クストーディエフ君には大きな希望を抱いています。彼は才能のある画家にして、思慮深く真面目な人間であり、美術に深い愛情を寄せています。そして自然界を注意深く学んでいるのです」。レーピンは、「帝国枢密院創立百周年記念の儀礼」の制作を依嘱された際、クストーディエフを助手として招いている。この絵は至って複雑で、たくさんの厄介な作業が待ち構えていた。青年だったクストーディエフは恩師と一緒に、作画のために数々の肖像画を習作し、それからカンバスの右側を完成させたのである。またこの頃は、自分の精神的な仲間と感じた人物の肖像画を手懸けており、その一例に、イワン・ビリビン（1901年、ロシア美術館所蔵）やモルドフツェフ（同年、クラスノダル地域美術館所蔵）、版画家マテ（1902年、ロシア美術館所蔵）の肖像画が挙げられる。肖像画への取り組みは画家としての成長の手助けとなり、モデルを間近に注視し、人間の精神世界の複雑さを見通すことをクストーディエフに覚えさせた。
1903年にユリヤ・プロシンスカヤ（1880年 - 1942年）と結婚。
1904年に帝国美術アカデミーより奨学金を得てフランスとスペインを訪れる。また同年、パリのルネ・メナールの私設アトリエにも通った。スペイン旅行ののち、今度は1907年にイタリアを、1909年にはオーストリアとドイツを訪ね、フランスとイタリアを再訪した。この間にクストーディエフは数々の肖像画や風俗画を描いている。しかしながら、――たとえば陽射しの強いセビーリャであれヴェルサイユであれ――、自分がどこに居合わせようと母国のたまらない魅力には抗えないと感じるのであった。フランスに5ヵ月間滞在した後ロシアに帰国し、マタに「我らが聖なるルーシに戻って来たのです」と喜ばしげに書き送っている。
ロシア社会を根底から揺り動かしたロシア第一革命は、芸術家の魂に目覚しい反応を掻き立てた。クストーディエフは諷刺雑誌『なまはげ』（ジュペル）『地獄便り』に寄稿した。またその頃に「芸術世界」の同人と初めて接触し、1910年には自らもその同人に加わり、その後すべての「芸術世界」の展覧会に参加した. 
1905年ごろから初めて挿絵に取り組むようになり、その後は畢生の業となった。クストーディエフは数多くの古典的なロシア文学に挿絵を寄せており、ニコライ・ゴーゴリの『死せる魂』や『外套』、ミハイル・レールモントフの『皇帝イワン・ワシーリエヴィチと若き親衛兵と勇敢な商人カラーシニコフの歌』、レフ・トルストイの『小悪魔がパン切れの償いをした話』『蝋燭』に作画を提供している。
1909年にペテルブルク帝国美術アカデミーの教員に選任される。積極的な活動を続けたが、重病――脊椎の結核――を患い、応急処置が必要となった。医者の忠告によってスイスに転地し、その地で1年間個人の診療所で療養を続けた。クストーディエフは遙かな故郷に思い焦がれており、ロシア的な主題がこの期間に描かれた絵画の根幹を成している。1918年に描いた『商人の妻』は、クストーディエフの代表作の1つとなっている。

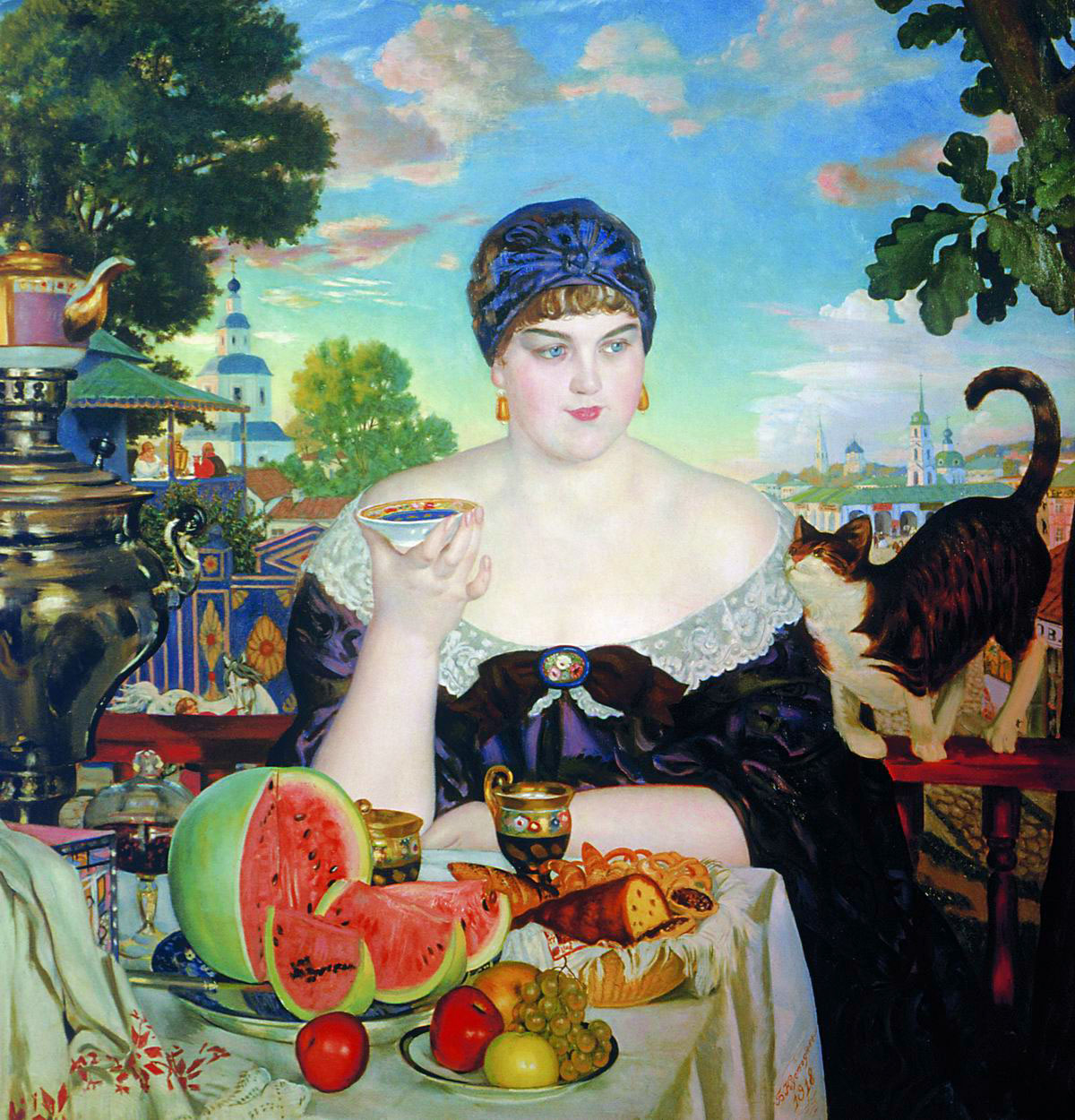
『商人の妻』

1916年に対麻痺を患う。クストーディエフは、「今や私の全世界は自分の部屋になってしまった」と書き残している。麻痺に罹りながらも楽しく元気な気持ちでいられたクストーディエフの能力は、驚きである。その彩色画や楽しげな風俗画は、クストーディエフの身体の症状をまるで窺わせず、それどころか、屈託のない愉快な生活という印象を抱かせる。『マースレニツァ』（1916年）は、昔の思い出を描いたものである。ヴォルガの河畔の賑わしい街並みの中に、細部に至るまで正確に自分の少年時代を復元している。宮内庁三の丸尚蔵館には、この時期の作品で1928年（昭和3年）昭和天皇の即位の礼の際にソビエト社会主義共和国連邦から贈られた「ボルガ河畔の乙女」（1916年）が所蔵されている。 
ロシア革命後の初めの年代は、クストーディエフが大いなる霊感をいだいて様々な分野で働いていた時期である。同時代の主題が作品の基礎となり、カレンダーや本の装幀の下絵、挿絵、街頭の装飾のデザインとなって実を結んだ。雑誌『赤い麦畑』『赤いパノラマ』の表紙は、その鮮やかさや刺戟的な題材ゆえに注目を惹いた。クストーディエフはリトグラフや、ニコライ・ネクラーソフの作品への挿絵の提供も手懸けた。クストーディエフが手懸けたニコライ・レスコフの小説『かがり穴』『ムツェンスク郡のマクベス夫人』の挿絵と装幀は、美術が文学的なイメージと実に見事に合致しているがゆえに、ロシアの製本の歴史において画期的な出来事であった。ちなみに『ムツェンスク郡のマクベス夫人』をオペラ化したドミートリイ・ショスタコーヴィチは、少年時代にクストーディエフの娘と同級生であり、そのため画家の一家と交流があったという。
クストーディエフは、舞台美術にも興味をもっていた。最初に手懸けた舞台作品は、1911年のアレクサンドル・オストロフスキーの『熱い心』の舞台のためのデザインだった。それが非常に成功したことから、数々の注文が舞い込むようになる。1913年には、モスクワ芸術劇場の『パズーヒンの死』のために舞台美術と衣裳のデザインを担当した。この分野における才覚は、とりわけオストロフスキーの戯曲（『家庭の問題』『幸運の一撃』『狼どもと羊』『嵐』）のための美術において如実であった。オストロフスキーの戯曲の雰囲気――商人階級の田舎暮らしや生活様式――は、クストーディエフ自身の風俗画に近く、舞台美術にやすやすと取り組むことができたのであった。
1923年に「革命ロシア芸術家連盟」に加入し、1927年にレニングラードに没するまで、絵画や版画・挿絵・舞台美術の制作を続けた。

## 作品
- エリザヴェータ・プーシキナの肖像（1900年代初頭）
- 妻（ユリア・クストーディエヴァ）の肖像（1903年）
- 娘イリーナ （1906年）
- 『ヴォルガ川沿いの散策路』（1909年）
- ムスチスラフ・ドブジンスキーの肖像（1910年）
- 『市場』（1910年）
- 復活祭の挨拶（1912年）
- ルネー・ノトガフトの肖像（1914年）
- ツァーリ ニコライ2世（1915年）[12]
- 『マースレニツァ』（1916年）
- モスクワのレストラン（1916年）
- 芸術世界の同人（1916年 - 1920年）
- ステンカ・ラージン（1918年）
- 田舎 1919年
- 青い屋敷 1920年
- 『ボリシェヴィキ』（1920年）
- イサーク・ブロツキー（1920年）
- フセヴォロド・ヴォイノフ（1921年）
- フョードル・シャリアピン（1921年）
- ピョートル・カピツァとニコライ・セミョーノフ（1921年）
- 商人の妻とドモヴォイ （1922年）
- エヴゲーニイ・ザミャーチン（1923年）
- マクシミリアン・ヴォローシン（1924年）
- 『ロシアのヴィーナス』、1925年
- 『美人（英語版）』、1915年[10]